# Zlakova
Zlakova je naselje v Občini Zreče.
Razložena vas z gručastim jedrom leži na prisojnih pobočjih Pohorja, med dolinami potokov Gračnice in Breznice ter reke Dravinje, zahodno od Oplotnice. Dostopna je po cesti iz Zreč ali po cesti, ki povezuje Oplotnico in Slovenske Konjice.
Južno od naselja se dviga Brinjeva gora (631 m.n.m.) jugovzhodno od jedra pa na samem stoji podružnična cerkev sv. Martina.